# Rotmoosferner
Der Rotmoosferner ist ein Gletscher in den Ötztaler Alpen in Tirol. 

## Lage
Der Gletscher am Talschluss des Rotmoostals erstreckt sich in einer Höhenlage von etwa 3400 bis 2400 m und umfasst eine Fläche von rund 3 km². Er fließt vom Gurgler Kamm unterhalb von Liebenerspitze (3399 m ü. A.), Heuflerkogel (3238 m ü. A.) und Trinkerkogel (3160 m ü. A.) rund 3 km nach Norden ins Rotmoostal. Westlich schließt der Wasserfallferner an.

## Rückgang

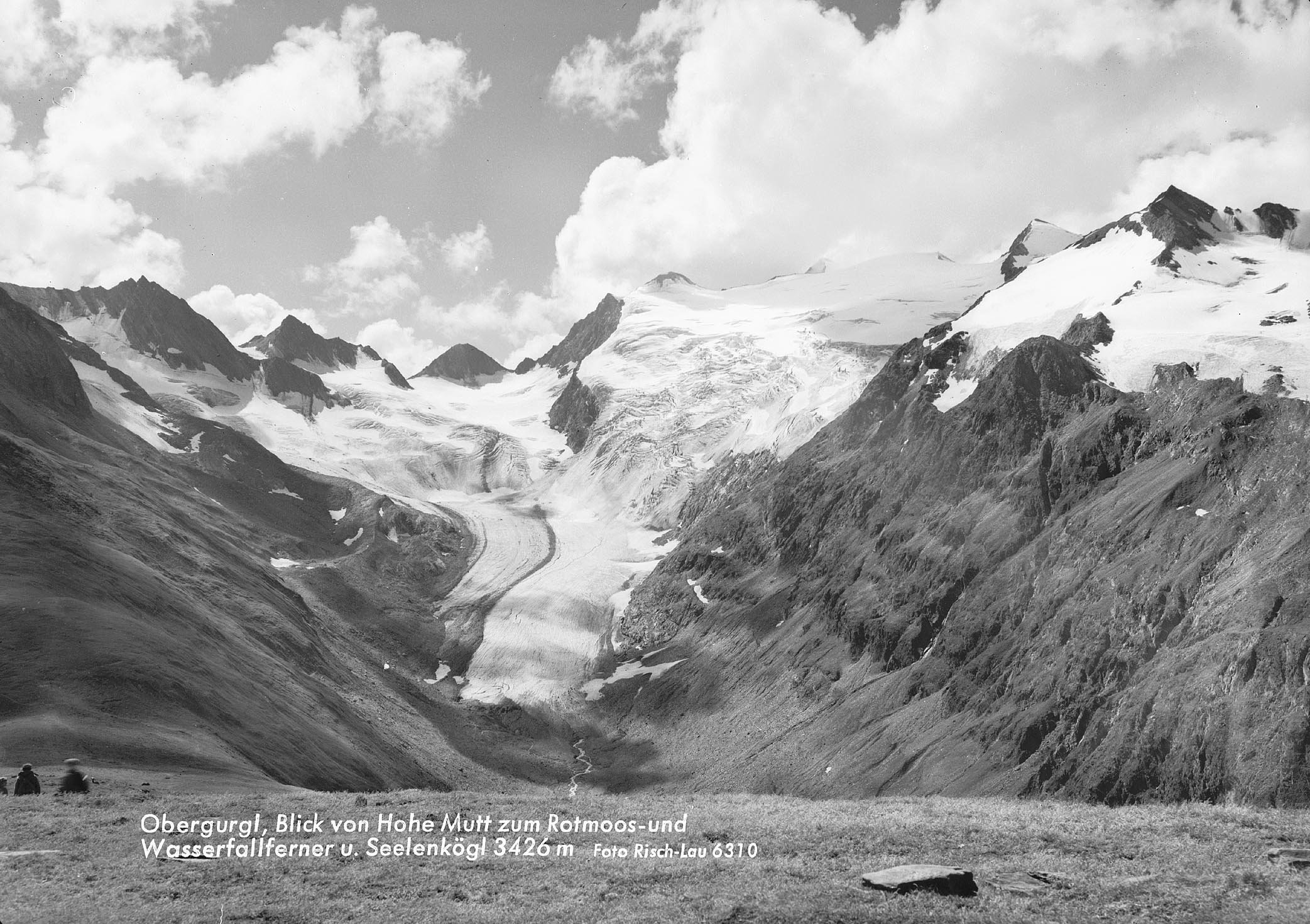
Blick von der Hohen Mut auf Rotmoos- und Wasserfallferner (1959)

Wie die meisten Gletscher in den Alpen ist der Rotmoosferner seit der Mitte des 19. Jahrhunderts von der Gletscherschmelze betroffen. Die Endmoräne von 1858 auf rund 2300 m ü. A. markiert den letzten Hochstand. Seit damals zieht sich der Gletscher, unterbrochen von kurzen Vorstößen zwischen 1916 und 1922 sowie in den 1980er Jahren, zurück und verliert massiv an Volumen und Oberfläche. Zwischen 1850 und 2006 ging die Länge um rund 2 km, die Eisdicke im Bereich der Zunge um rund 150 m zurück. 2005 ist die bis dahin bestehende Verbindung mit dem Wasserfallferner abgerissen.

## Gletschervorfeld
In seinem Rückzugsgebiet hinterlässt der Gletscher Moränen- und Schotterflächen, auf denen sich allmählich Pioniervegetation ansiedelt. Zu den ersten Pflanzen gehören dabei Fetthennen-Steinbrech, Rispen-Steinbrech und Alpen-Leinkraut. Schon nach 20 Jahren Eisfreiheit kommen erste Rasenpflanzen wie das Alpen-Rispengras vor. Als erste Vertreter der Bodenfauna treten Springschwänze, Milben und Enchyträen sowie Schmetterlings- und Käferlarven auf.

## Kryokonit
Bis zu 28 % des Rotmoosferners sind von Kryokonit, windverfrachtetem Staub mit organischen Bestandteilen, bedeckt. Dadurch wird die Albedo des Gletschers verändert, die dunkleren Stellen werden durch die Sonneneinstrahlung stärker erwärmt, schmelzen dadurch rascher als die Umgebung und lassen Vertiefungen im Eis, sogenannte Kryokonitlöcher zurück. Im Kryokonit des Rotmoosferners wurde das Bärtierchen Hypsibius klebelsbergi Mihelčič nachgewiesen, das Zeiten ohne Sauerstoff sowie extrem tiefe Temperaturen in Kryobiose überleben kann.